# シーラ・マッカーシー
シーラ・マッカーシー（Sheila McCarthy、1956年1月1日 - ）は、カナダの女優。オンタリオ州トロント出身。

## 出演作品
- 1987年 - 私は人魚の歌を聞いた（映画）
- 1988年 - クレイジー・ラブ（映画[2]）
- 1989年 - キャプテン・キッドの宝島（映画[2]）
- 1990年 - ダイ・ハード2（映画、「サマンサ・コールマン」役[3]）
- 1990年 - パシフィック・ハイツ（映画）
- 1990年 - ホワイトルーム（映画[2]）
- 1991年 - 愛に翼を（映画）
- 1991年 - ステッピング・アウト（映画）
- 1991年 - ブライト・エンジェル 旅立ちの予感（映画[2]）
- 1992年 - プライベート・マター 幸せの行方（テレビ映画）
- 1995年 - ベス 愛の軌跡（テレビ映画）
- 1996年 - パーフェクト・ファミリー（映画[2]）
- 1999年 - 最後のガンマン 悪名の町（テレビ映画）
- 2001年 - ヘイブン 安住の地を求めて（テレビ映画）
- 2002年 - レイス・オブ・ヘブン -天のろくろ-（テレビ映画）
- 2002年 - ラッツ（テレビ映画、「ミス・ペイジ」役）
- 2003年 - コートに賭ける奇跡（テレビ映画）
- 2004年 - 華麗なる恋の舞台で（テレビ映画、「グレース・デクスター」役）
- 2004年 - デイ・アフター・トゥモロー（映画）
- 2004年 - 彼女は夢見るドラマ・クイーン（映画[2]）
- 2005年 - ミッシング -サイキック捜査官-（テレビドラマシリーズ、シーズン3エピソード9「Analysis」、「Dr. Eleanor Reese」役、ゲスト出演）[4]
- 2006年 - カウベルズ パパのビジネスを救え!（テレビ映画）
- 2011年 - ルーキーブルー -新米警官 奮闘記-（テレビドラマシリーズ、シーズン2エピソード5「Stung」、「Leigh Senett」役、ゲスト出演）[5]
- 2012年 - アンチヴァイラル（映画）
- 2014年 - リベンジ・ファイト（映画[2]）
- 2019年 - スタートレック:ディスカバリー（テレビドラマシリーズ、シーズン2エピソード2「New Eden」、「Amesha」役、ゲスト出演）
- 2019年 - アンブレラ・アカデミー The Umbrella Academy（テレビシリーズ）